# Jeremiah Fraites
Jeremiah Caleb Fraites, född 17 januari 1986 i Ramsey i New Jersey, är en amerikansk-italiensk musiker, kompositör, låtskrivare och multiinstrumentalist. Han är medgrundare av det alternativa folkmusikbandet The Lumineers och är dess låtskrivare.
Fraites är bosatt i den italienska staden Turin. Han är sedan december 2021 italiensk medborgare efter att ha gift sig med sin italienska hustru.